# Chūō, Niigata
Chūō (中央区 Chūō-ku) là quận thuộc thành phố Niigata, tỉnh Niigata, Nhật Bản. Tính đến ngày 1 tháng 10 năm 2020, dân số ước tính của quận là 180.345 người và mật độ dân số là 4.800 người/km2. Tổng diện tích của quận là 37,75 km2.

## Địa lý

### Đô thị lân cận
- Niigata
  - Niigata
    - Higashi, Niigata
    - Kōnan, Niigata
    - Nishi, Niigata